# Tomasz Siemoniak

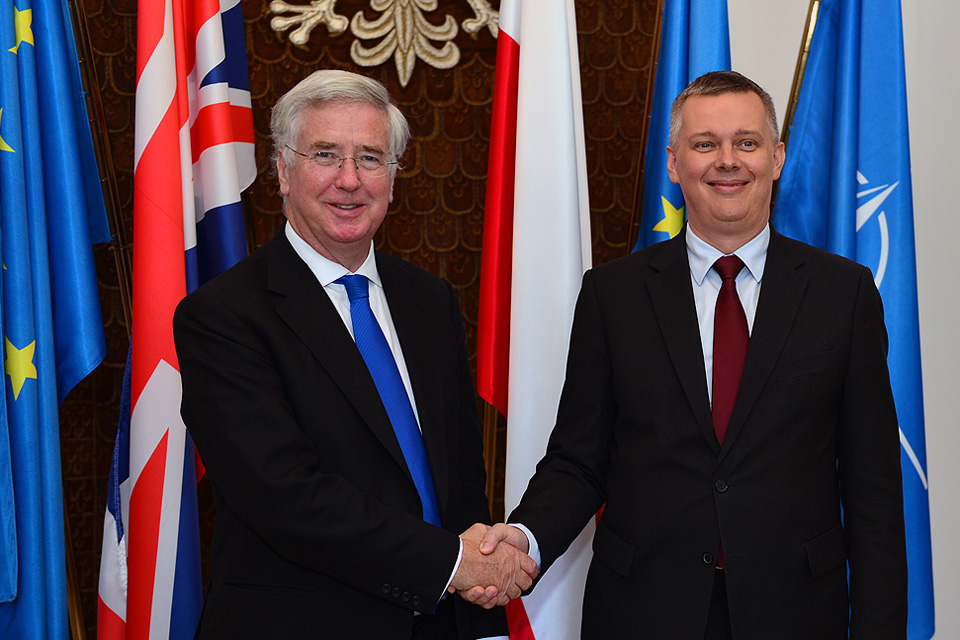
Tomasz Siemoniak cùngMichael Fallon vào năm 2014

Tomasz Siemoniak (sinh ngày 2 tháng 7 năm 1967) là một chính trị gia người Ba Lan. Ông là Bộ trưởng Bộ Quốc phòng của Ba Lan từ ngày 2 tháng 8 năm 2011 tới ngày 16 tháng 11 năm 2015 và Phó Thủ tướng Ba Lan từ ngày 22 tháng 9 năm 2014 tới ngày 16 tháng 11 năm 2015.

## Thời trẻ
Siemoniak sinh ngày 2 tháng 7 năm 1967. He tốt nghiệp chuyên ngành Thương mại Quốc tế tại Trường Kinh tế Warsaw. Khi còn học đại học, ông là người đứng đầu của Hiệp hội Sinh viên Độc lập (NZS).

## Sự nghiệp
Siemoniak bắt đầu sự nghiệp của mình tại đài truyền hình Ba Lan, Telewizja Polska với vị trí Giám đốc văn phòng các đơn vị thực địa và Tổng Giám đốc Kênh 1. Thời gian ông hoạt động tại nhiệm sở kéo dài từ năm 1994 đến năm 1996. Ông sau đó được bổ nhiệm vị trí Giám đốc Văn phòng Báo chí và Thông tin tại Bộ Quốc phòng từ năm 1998 đến năm 2000. Trong thời kỳ này, ông cũng là thành viên của Hội đồng quận trung tâm thành phố Warsaw và đồng thời là Phó Chủ tịch Ủy ban Văn hóa của hội đồng. Ông còn giữ vị trí Phó Chủ tịch Hội đồng Giám sát của Thông tấn xã Ba Lan từ năm 1998 đến năm 2002. Từ tháng 12 năm 2000 đến tháng 7 năm 2002, ông giữ chức vụ Phó Thị trưởng Thành phố Warsaw.
Ông có tên trong danh sách thành viên hội đồng quản trị của đài Polskie Radio SA (công ty phát thanh công cộng) vào năm 2002. Ông tiếp tục làm việc tại đây đến năm 2006. Sau đó, ông được bổ nhiệm làm phó thống chế trong văn phòng thống chế của Mazowieckie từ tháng 11 năm 2006 đến tháng 11 năm 2007). Từ tháng 11 năm 2007 đến tháng 8 năm 2011, ông giữ chức vụ Ngoại trưởng của Bộ Nội vụ và Hành chính. Siemoniak là một thành viên thuộc đảng Cương lĩnh Dân sự, đứng đầu bởi ông Donald Tusk.
Vào ngày 2 tháng 8 năm 2011, Siemoniak được bổ nhiệm vào vị trí Bộ trưởng Bộ Quốc phòng trong Nội các của Thủ tướng Donald Tusk, thay thế cho ông Bogdan Klich. Sau cuộc bầu cử tháng 10 năm 2011, Tusk đã thực hiện cải tổ nội các của mình. Ông Siemoniak vẫn giữ chức Bộ trưởng Bộ Quốc phòng đến hết tháng 11 năm 2015.

### Hoạt động và quan điểm
Vào tháng 8 năm 2012, ông Siemoniak tuyên bố rằng Ba Lan đang có kế hoạch xây dựng hệ thống phòng thủ bằng tên lửa của riêng mình với ngân sách ước tính từ 3 đến 6 tỷ USD.